# Oecetis udayakara
Oecetis udayakara är en nattsländeart som beskrevs av Schmid 1995. Oecetis udayakara ingår i släktet Oecetis och familjen långhornssländor. Inga underarter finns listade i Catalogue of Life.